# Gaudentius von Lebus
Gaudentius von Lebus (12. Jahrhundert) war ein polnischer Bischof von Lebus im Jahr 1180.
In jenem Jahr wurde er bei einer Synode der polnischen Bischöfe in Łęczyca erwähnt.
Das Nekrologium des Prämonstratenserklosters Breslau gedachte eines Gedico episcopus Lubucensis (Gedico, Bischof von Lebus) für den 19. September ohne Sterbejahr. Wahrscheinlich war dieselbe Person gemeint.
Weitere historische Nachrichten sind über ihn nicht erhalten.